# Saison 1 de Magic City
Chronologie
Saison 2
Cet article présente la première saison de la série télévisée Magic City.

## Synopsis
Miami en 1959, la série se concentre sur les événements de l'impresario Ike Evans, et sa famille, propriétaires d'un hôtel de luxe, le Playa Miramar. Pour financer son hôtel flashy, Evans a été contraint de se plier à un mafieux, Diamant Ben, qui peut assurer le succès de sa création. Meurtres, prostitution, jeux illégaux et argent sale, entrent alors dans la danse à son plus grand regret. Alors que son monde est en danger et menace de s'effondrer à tout moment, Evans doit se battre pour défendre son hôtel et sa famille.

## Distribution

### Acteurs principaux
- Jeffrey Dean Morgan : Isaac "Ike" Evans
- Olga Kurylenko (VF : Audrey Sablé) : Vera Evans
- Steven Strait : Steven "Stevie" Evans
- Jessica Marais (VF : Sybille Tureau) : Lily Diamond
- Christian Cooke : Daniel "Danny" Evans
- Elena Satine : Judi Silver
- Dominik García-Lorido : Mercedes Lazaro
- Taylor Blackwell (VF : Leslie Lipkins) : Lauren Evans
- Danny Huston (VF : Gabriel Le Doze) : Ben "The Butcher" Diamond

### Acteurs récurrents
- Yul Vazquez : Victor Lazaro
- Kelly Lynch : Meg Bannock
- Alex Rocco : Arthur Evans
- Leland Orser : Mike Strauss
- Michael Rispoli : Bel Jaffe
- Bradford Tatum : 'Dandy' Al Haas
- Willa Ford : Janice Michaels
- John Cenatiempo (it) : Vincent Lamb
- Michael Beasley : Grady James
- Karen-Eileen Gordon : Florence
- Taylor Anthony Miller : Ray-Ray Mathis
- Karen Garcia : Inez
- Shelby Fenner : Myrnna
- Patti Austin : Ella Fitzgerald
- Ricky Waugh : Barry "Cuda" Lansman
- Matt Ross : Jack Klein
- Todd Allen Durkin : Doug Feehan
- Chad Gall : Ethan Bell
- Garrett Kruithof : Stout
- Gregg Weiner : Phil Weiss

## Liste des épisodes
1. L'année du requin
2. Avis de tempête
3. Des châteaux de sable
4. Expiation
5. Le suicide d'une blonde
6. Plus dure sera la chute
7. Entre le marteau et l'enclume
8. Contre vents et marées

### Épisode 1:L'année du requin
- États-Unis : 30 mars 2012 sur Starz
- France : 4 décembre 2012 sur OCS Max

### Épisode 2:Avis de tempête
- États-Unis : 13 avril 2012 sur Starz
- France : sur OCS Max

### Épisode 3:Des châteaux de sable
- États-Unis : 20 avril 2012 sur Starz
- France : sur OCS Max

### Épisode 4:Expiation
- États-Unis : 27 avril 2012 sur Starz
- France : sur OCS Max

### Épisode 5:Le suicide d'une blonde
- États-Unis : 4 mai 2012 sur Starz
- France : sur OCS Max

### Épisode 6:Plus dure sera la chute
- États-Unis : 4 mai 2012 sur Starz
- France : sur OCS Max

### Épisode 7:Entre le marteau et l'enclume
- États-Unis : 11 mai 2012 sur Starz
- France : sur OCS Max

### Épisode 8:Contre vents et marées
- États-Unis : 1er juin 2012 sur Starz
- France : sur OCS Max